# Amarant del Txad
El amarant del Txad (Lagonosticta umbrinodorsalis) és un ocell de la família dels estríldids (Estrildidae).

## Hàbitat i distribució
Habita praderies i matolls de l'est de Nigèria, sud del Txad i sud del Camerun.